# عبد الله محسن الأكوع
عبد الله مُحْسِن الأَكْوَع (1961م - ) وزير وسياسي يمني، عين وزيراً للكهرباء والطاقة في حكومة احمد عبيد بن دغر، وكان قد تعين في حكومة خالد بحاح وزيراً لوزارة الطاقة والكهرباء بتاريخ 7 نوفمبر 2014  وكان قبلها في نفس المنصب في حكومة باسندوة. وظل في منصبه حتى قدمت حكومة خالد بحاح استقالتها في 22 يناير 2015، بعد انقلاب اليمن 2014 الذي قام به الحوثيون.

## المهام والمناصب السابقة
- عضو مجلس الشورى اليمني منذ 26 نوفمبر 2018.[4]
- وزير الكهرباء والطاقة في حكومة أحمد عبيد بن دغر.
- وزير الكهرباء والطاقة في حكومة الكفاءات الوطنية برئاسة خالد بحاح.
- نائب رئيس الوزراء ووزير الكهرباء في حكومة باسندوة.
- نائب رئيس اللجنة العليا للانتخابات والاستفتاء 2001م ـ 2007.
- وزير الكهرباء والمياه 1994 ـ 1996.
- عضو لجنة الحوار الوطني 1993 -1994.
- عضو مجلس الشورى (1988-1990) ثم عضو مجلس النواب اليمني 1990 ـ 1993.[5]
- عضو مجلس الشعب التأسيسي 1985 ـ 1988.
- رئيس مركز أبحاث الكمبيوتر وزارة المواصلات 1981 - 1988.